# 대검자
《대검자》는 1988년 8월 22일부터 1988년 9월 6일까지 방영된 문화방송 월화 미니시리즈로, 김병총의 동명 소설이 원작이며 납량특집으로 방영되었다.
한편, 이 드라마는 1988년 8월 8일에 첫 방영되어야 하나 8월 8일, 9일에는 외화 미니시리즈 《피터 대제》가, 8월 15일, 16일에는 8.15 특집 다큐멘터리 〈동방의 북소리〉가 각각 방송되어 1988년 8월 22일부터 시작하였다.

## 등장 인물
- 윤철형 : 왕천 역
- 홍진희 : 유화 역
- 김영인 : 적두거사 역
- 홍순창 : 시각대사 역
- 조경환 : 정도전 역
- 한인수 : 이방원 역
- 박영태 : 흑사마귀 정창 역
- 전인택 : 하얀독수리 최동 역
- 송경철 : 불여우 역
- 이원재 : 족제비 역
- 김호영

## 편성 변경
- 1988년 8월 29일 ~ 9월 6일 : MBC 뉴스데스크가 5분 연장함으로써 순연되어 9시 55분부터 방영

| 문화방송 월화 미니시리즈                       | 문화방송 월화 미니시리즈                  | 문화방송 월화 미니시리즈                    |
| 이전 작품                                      | 작품명                                    | 다음 작품                                   |
| ---------------------------------------------- | ----------------------------------------- | ------------------------------------------- |
| 마지막 우상 (1988년 7월 11일 ~ 1988년 8월 2일) | 대검자 (1988년 8월 22일 ~ 1988년 9월 6일) | 모래성 (1988년 9월 12일 ~ 1988년 10월 18일) |